# Басс, Джордж
Джордж Басс (англ. George Bass, 30 января 1771 — не ранее 1803) — английский морской врач и путешественник, исследователь Австралии.

## Биография
Родился 30 января 1771 года в местечке Эсуорби в окрестностях Слифорда (Линкольншир), был сыном фермера.
Образование получил в медицинском колледже в Бостоне (Линкольншир), в 1794 году поступил на службу в британский военно-морской флот врачом. В 1795 году оказался в Австралии и с того времени принимал активное участие в исследовании восточного побережья материка, в то время ещё малоизученного.
3 декабря 1797 года Басс с шестью волонтёрами отправился на вельботе для обследования побережья к западу от мыса Эверард. Достигнув в начале января мыса Юго-Восточный, Басс двинулся к югу, но примерно у 40° южной широты сильный встречный ветер заставил Басса искать укрытия на одном из небольших островков у континентального побережья, где он обнаружил потерпевших кораблекрушение беглых каторжан. Захватив их на борт и дождавшись успокоения ветра, Басс обогнул полуостров Вильсонс-Промонтори и установил, что берег Австралийского материка поворачивает на северо-запад. Проследив береговую линию ещё на 200 километров до залива Уэстерн-Порт, Басс сделал вывод, что Земля Ван-Димена (Тасмания) являлась не полуостровом, а островом. Выполнив подробную опись всего осмотренного побережья, в конце февраля экспедиция вернулась в Порт-Джексон (Сидней).
В Сиднее Басс встретился с капитаном Мэтью Флиндерсом, который параллельно с Бассом занимался изучением того же района. Они были первыми европейцами, исследовавшие реку Джорджес. Обменявшись наблюдениями с путешественником, Флиндерс счёл, что Басс поспешил с выводом об островном характере Вандименовой Земли и их обоюдные сведения нуждаются в дополнительной проверке.

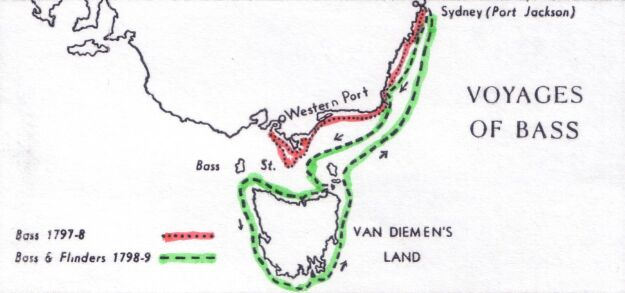
Путешествия Басса и Флиндерса

Для окончательного решения вопроса о проливе оба 7 октября 1798 года отправились в плавание на судне «Норфолк». Пройдя пролив с запада на восток, они вдоль береговой черты обошли кругом Землю Ван-Димена (около 1500 километров), названную ими Тасманией, определив при этом ряд астрономических пунктов. Среди прочих работ ими были также тщательно исследованы эстуарии двух крупнейших тасманийских рек, Теймар-Маккуори и Деруэнт, причём во время высадки на берег в последнем месте они вторично после Д’Антркасто встретились с тасманийцами. В проливе между Тасманией и Австралией, названном ими в честь Басса, они посетили ряд довольно значительных островов, один из которых был назван островом Флиндерса.
5 февраля 1803 года Басс на судне «Венус» («Венера») отплыл из Сиднея, намереваясь посетить Таити и Чилийское побережье Америки, однако судно со всем экипажем и пассажирами пропало без вести.